# Cheilocapsidea
Cheilocapsidea is een geslacht van wantsen uit de familie van de Miridae (Blindwantsen). Het geslacht werd voor het eerst wetenschappelijk beschreven door Bertil Robert Poppius in 1915.

## Soorten
Het genus bevat de volgende soorten:

- Cheilocapsidea insignis (Distant, 1909)
- Cheilocapsidea pura (Yasunaga, 1995)
- Cheilocapsidea rufescens (Yasunaga, 1995)